# Ernest Granger
Ernest Henri Granger (Mortagne-au-Perche, 20 aprile 1844 – Parigi, 21 maggio 1914) è stato un politico e militare francese della Comune di Parigi.

## Biografia
Nato da famiglia benestante, frequentò il liceo di Versailles e poi studiò diritto a Parigi. Dal 1864 aderì al blanquismo e organizzò con Émile Duval, Émile Eudes e Gustave Genton i primi gruppi di azione rivoluzionaria. Nel 1866 fu condannato a quattro mesi di prigione per «grida sediziose». Il 4 settembre 1870 fu tra i più attivi manifestanti che invasero l'Assemblea legislativa, ponendo fine al Secondo Impero.
Redattore del giornale blanquista La Patrie en danger, durante l'assedio di Parigi comandò il 159º battaglione della guardia nazionale e prese parte all'azione che il 31 ottobre portò all'occupazione dell'Hôtel de Ville. In marzo fu incaricato dalla Comune di ricercare e far evadere Blanqui, tenuto prigioniero in un luogo nascosto dal governo di Versailles, per ricondurlo a Parigi. La missione non riuscì e alla caduta della Comune Granger si rifugiò a Londra. Tornato a Parigi con l'amnistia, fu redattore del giornale Ni Dieu Ni Maître, fondato da Blanqui, al quale diede ospitalità dopo il suo rilascio dalla prigione di Clairvaux e nella sua casa il rivoluzionario morì nel 1881.
Collaborò ai giornali L'Homme libre e Le Cri du peuple, e divenne con Eudes ed Édouard Vaillant il principale dirigente del circolo blanquista, col quale però ruppe nel 1889 per aderire al movimento reazionario del generale Boulanger, venendo eletto alle elezioni dell'Assemblea nazionale tenute in quell'anno. Non si ripresentò alle elezioni del 1893 e si ritirò dalla vita politica.